# Jean Delay
Jean Paul Louis Delay (14. listopadu 1907 Bayonne – 29. května 1987 Paříž) byl francouzský psychiatr, neurolog a spisovatel.

## Život
Od roku 1946 byl Jean Delay profesorem na Univerzitní psychiatrické nemocnici v Paříži a vedoucím lékařem Psychiatrické léčebny sv. Anny. Tam pokračoval v četných klinických a psychofarmakologických studiích, zejména týkajících se chlorpromazinu, jehož sedativní účinky na stavy agitace studoval od roku 1952 s J. M. Harlem a P. Denikerem.. V roce 1952 publikoval spolu se svým asistentem Pierrem Denikerem první články o účinnosti chlorpromazinu při stavech vzrušení, zejména při schizofrenii, a pro tento účel zavedl termín neuroleptikum. V roce 1950 předsedal prvnímu Světovému kongresu psychiatrie v Paříži
V roce 1957 on a jeho asistent Pierre Deniker vyvinuli klasifikaci psychotropních látek, která byla v roce 1961 schválena Světovým kongresem psychiatrie. Tato klasifikace rozlišuje psychotropní látky – léky i drogy – podle jejich účinku na centrální nervový systém.V roce 1959 se Delay stal členem Francouzské akademie. Mimo jiné se zabýval biografií Andrého Gidea. Za dílo Psychiatrie et psychology de L'Immoraliste obdržel Grand Prix de la critique.
Během Norimberského procesu vyšetřoval Rudolfa Hesse.

## Dílo
- Les Ondes cérébrales et la psychologie, Presses universitaires de France (PUF), 1942
- Les Dissolutions de la mémoire, Préface de Pierre Janet, Presses universitaires de France, 1942
- La Cité grise, roman, Flammarion, 1946
- les Dérèglements de l'humeur, Presses universitaires de France (PUF), 1946
- Les Reposantes, roman, (sous le pseudonyme de Jean Faurel), Gallimard, 1947
- Hommes sans nom, nouvelles, Gallimard, 1948
- Études de psychologie médicale, Presses universitaires de France, 1953
- La Jeunesse d’André Gide, Gallimard, 1956-1957
- (avec Pierre Deniker) Méthodes chimiothérapiques en psychiatrie. Les nouveaux médicaments psychotropes. Paris, Masson, 1961 ; 496 p.
- L’Électricité cérébrale, Presses universitaires de France, 1973
- Avant Mémoire, Gallimard, 1979
- L’Écarté de la grille, récit, Gallimard, 1988